# Erigeron maxonii
Erigeron maxonii là một loài thực vật có hoa trong họ Cúc. Loài này được (S.F.Blake) S.F.Blake mô tả khoa học đầu tiên năm 1924.